# فرانكلين هانسن
فرانكلين هانسن (بالإنجليزية: Franklin Hansen)‏ هو مهندس الصوت ومهندس أمريكي، ولد في 2 مايو 1897 في نبراسكا في الولايات المتحدة، وتوفي في 13 يناير 1982 في لوس أنجلوس في الولايات المتحدة.

## وصلات خارجية
- فرانكلين هانسن على موقع IMDb (الإنجليزية)
- فرانكلين هانسن على موقع قاعدة بيانات الفيلم (الإنجليزية)